# Молодий Папа
«Молодий Папа» (англ. «The Young Pope») — англомовний італо-іспано-французький телесеріал 2016 року режисера Паоло Соррентіно. Головні ролі виконали Джуд Лоу та Даян Кітон.
Прем'єра серіалу відбулась 21 жовтня 2016 року на італійському телеканалі «Sky Atlantic». Перший сезон складається з десяти епізодів. 20 жовтня продюсер Лоренцо М'єлі повідомив, що заплановані фільмування 2-го сезону телесеріалу.

## Синопсис
Головний герой фільму — 47-річний американський кардинал Ленні Белардо, який став наймолодшим в історії Папою Римським Пієм XIII (не плутати з однойменним антипапою). Обійняти цю посаду йому дозволили інтриги досвідчених кардиналів із протиборчих кланів, які обрали його як компромісну фігуру, сподіваючись маніпулювати молодим і таким, що не має зв'язків у Ватикані, новообраним главою католицької церкви.
Дитинство Ленні Белардо пройшло під наглядом черниці сестри Мері, вона виховала його та підготувала до кар'єри священика. Батьки Ленні залишили його під опіку сестри Мері та поїхали до Венеції, більше про них нічого не відомо. Крім Ленні, сестра Мері виховала його ровесника, майбутнього кардинала Андрю Дюсольє. Коли Ленні подорослішав, сестра Мері передала Ленні в руки впливового американського кардинала й теолога Майкла Спенсера — саме він був одним із ймовірних кандидатів на посаду Папи, проте інтриги впливового кардинала Анджело Воєлло привели до обрання Белардо.
Надії маніпулювати молодим папою розвіялися з перших же годин правління нового понтифіка. Виявилося, що Белардо — гранично норовливий, незалежний та жорсткий керівник. Кардинали з жахом починають усвідомлювати, що спокійне життя минуло. Рухомий жагою протистояння своїм батькам, які покинули його дитиною, Белардо спрямовує церкву в нове консервативне річище, спричиняючи збурення й поза Ватиканом.

## У головних ролях
- Джуд Лоу — Папа Пій XIII, колишній архієпископ Нью-Йорка Ленні Белардо
- Даян Кітон — сестра Мері, особистий секретар Папи і його колишня вихователька
- Сільвіо Орландо — кардинал Анджело Воєлло, державний секретар Ватикану
- Хав'єр Камара — кардинал Бернардо Гутієррес, церемоніймайстер Ватикану
- Скотт Шеперд — кардинал Андрю Дюсольє, єпископ у Гондурасі, друг дитинства Ленні Белардо
- Сесіль де Франс — Софія, маркетолог Святого Престолу
- Людівін Саньє — Естер, дружина офіцера швейцарської гвардії
- Тоні Бертореллі — кардинал Кальтаніссетта
- Джеймс Кромвелл — кардинал Майкл Спенсер, колишній наставник Ленні Белардо
- Ігнасіо Оліва — отець Валенте, помічник Папи
- Марселло Ромоло — Дон Томмасо, духівник-сповідник Папи; потім — кардинал

## Навколо фільму
- Автори серіалу наполягають на вигаданості історії й заперечують будь-які аналогії з реальними подіями і особами.
- Жодна сцена серіалу не була знята на території Ватикану, який не брав участі у зйомках фільму й категорично відмовився надати будь-яку допомогу[5].
- Зйомки серіалу відбувалися з серпня 2015 року в основному на студіях Чінечітта, де відтворювалися інтер'єри Ватикану, сади були зняті на деяких віллах: Ланте (Баньяя), Медічі та у ботанічному саду римського району Трастевере. Деякі сцени також відбувалися всередині палацу Венеції[6] та на площі святого Марка.